# Prunus glandulosa
Prunus glandulosa är en rosväxtart som beskrevs av C.P. Thunb. och A. Murray. Prunus glandulosa ingår i släktet prunusar, och familjen rosväxter. Inga underarter finns listade i Catalogue of Life.

## Bildgalleri

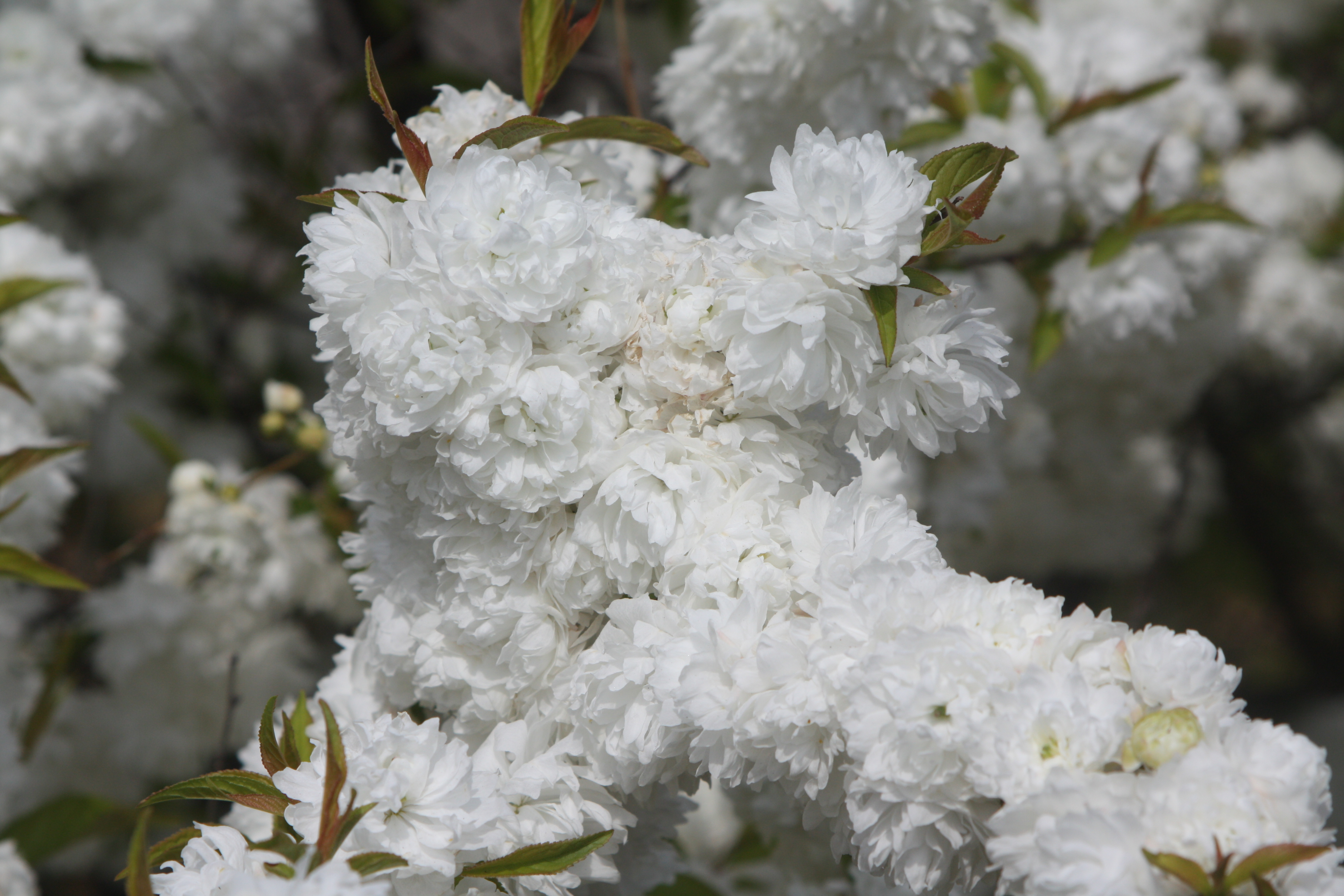
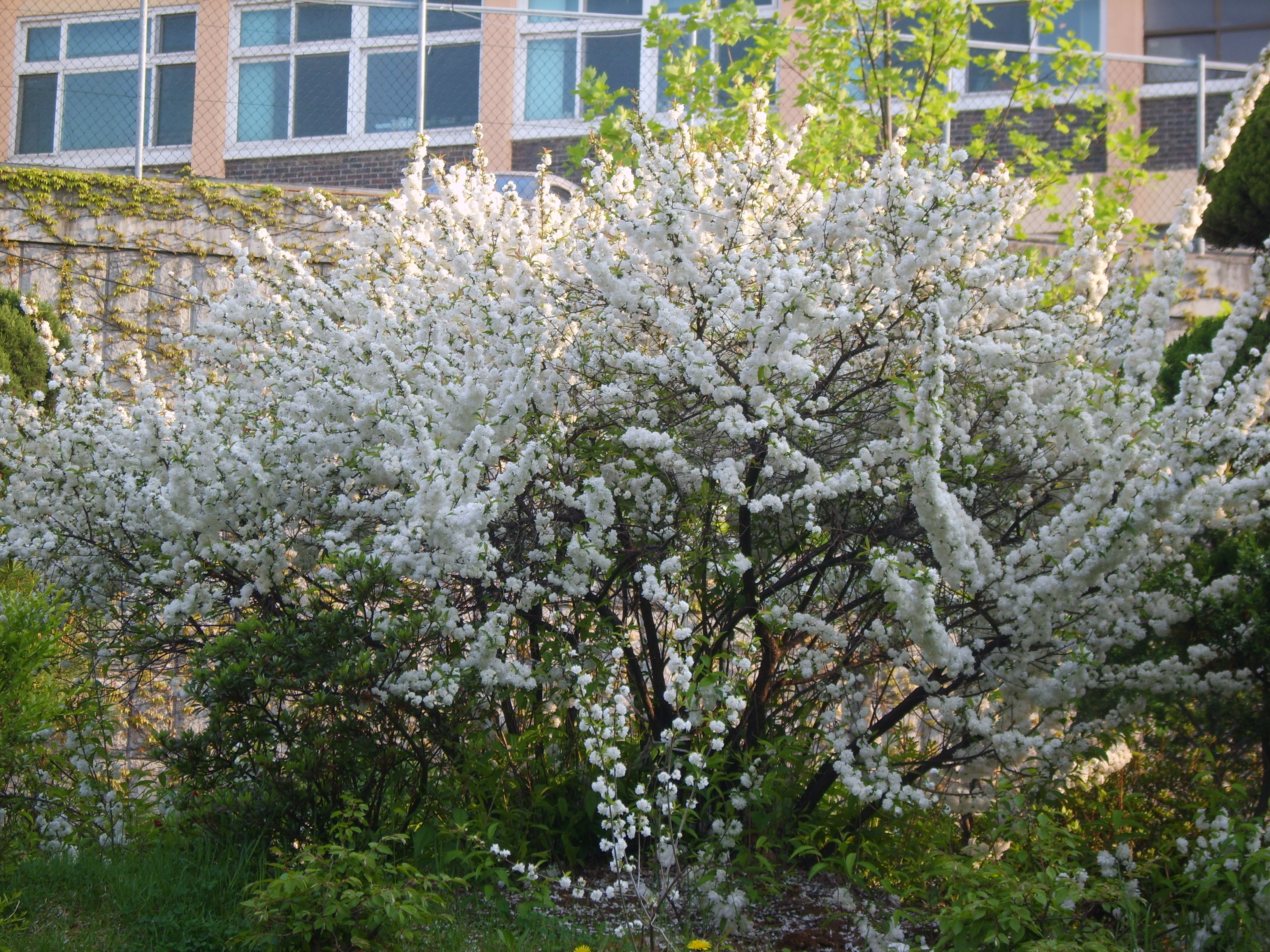
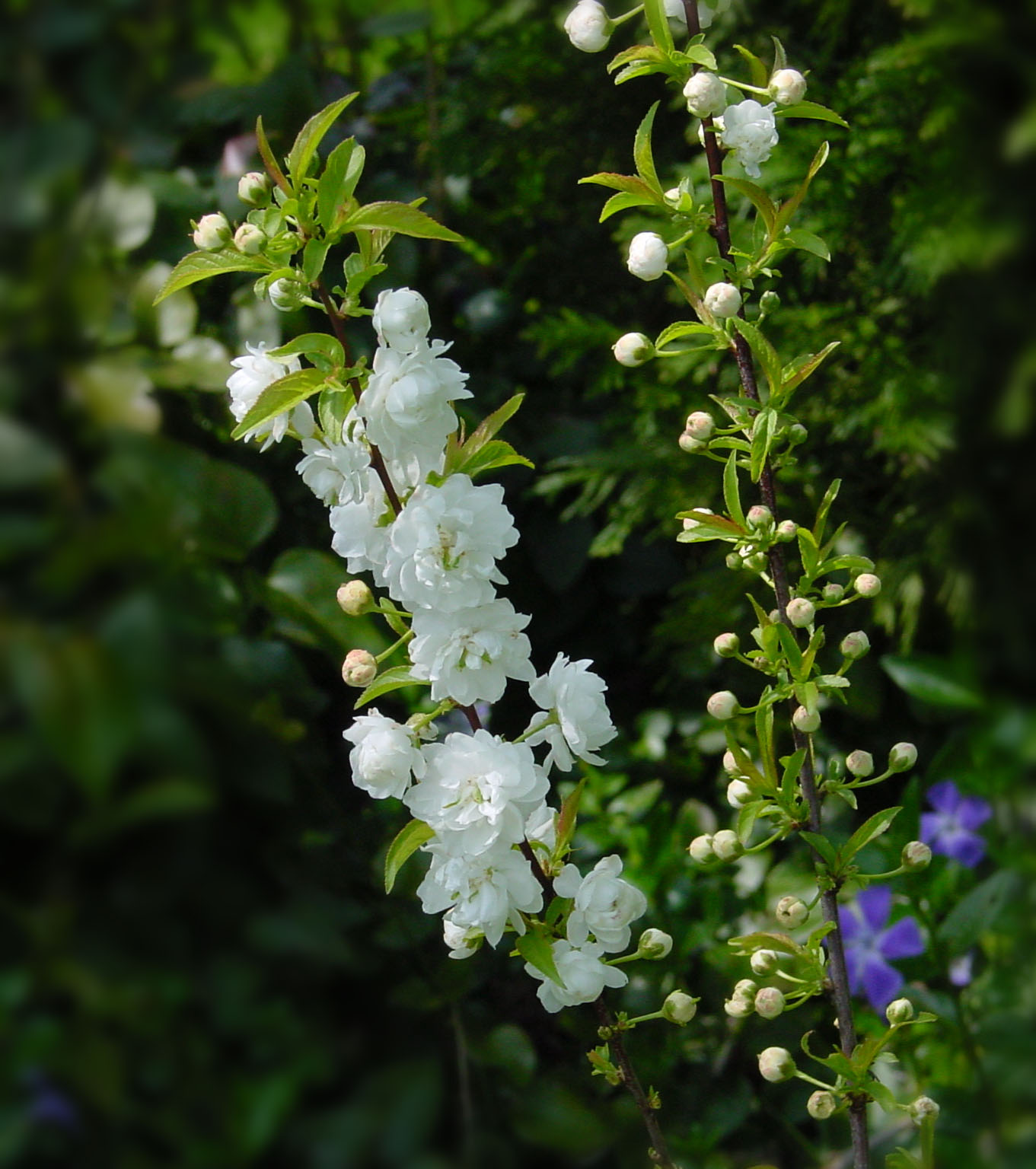
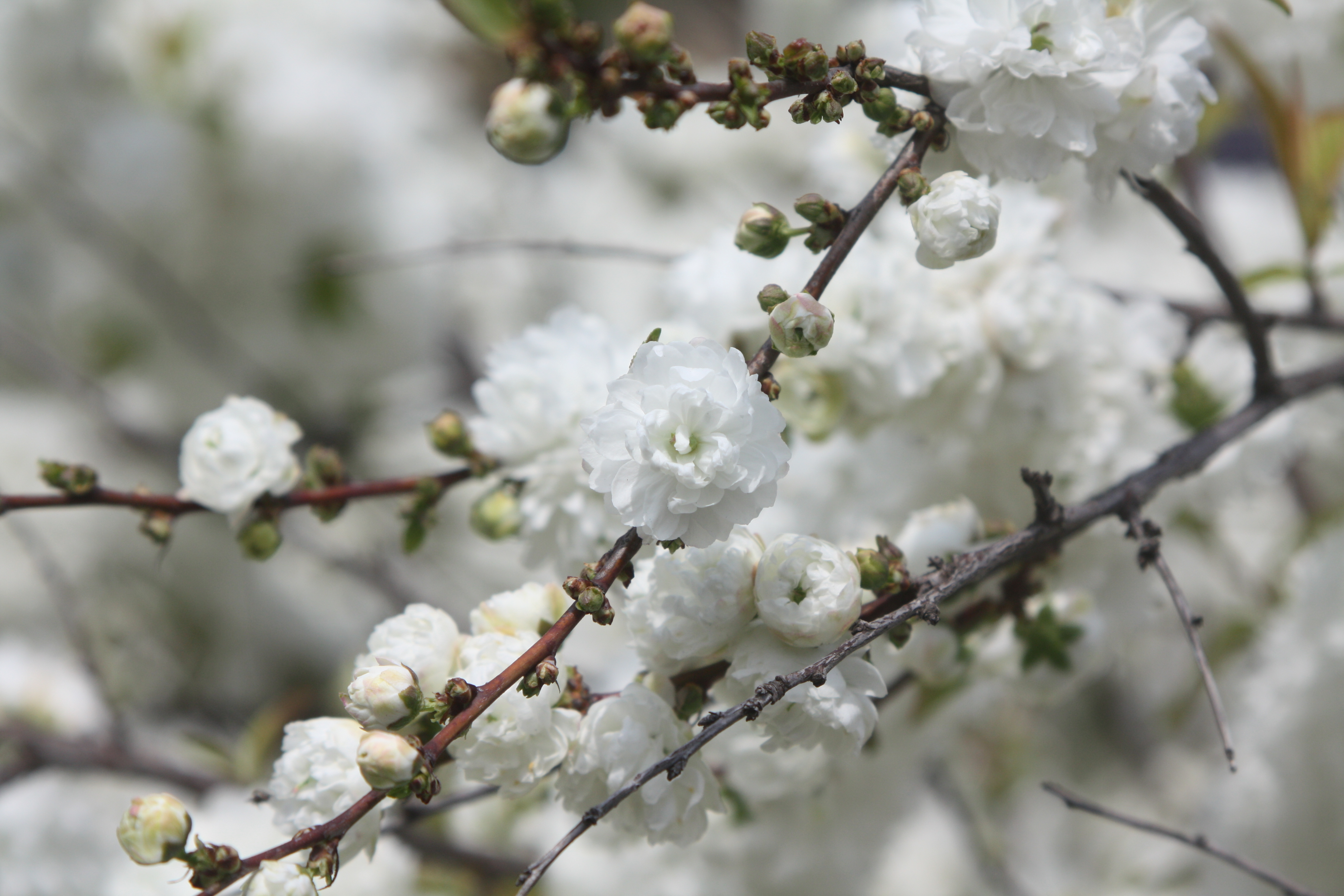
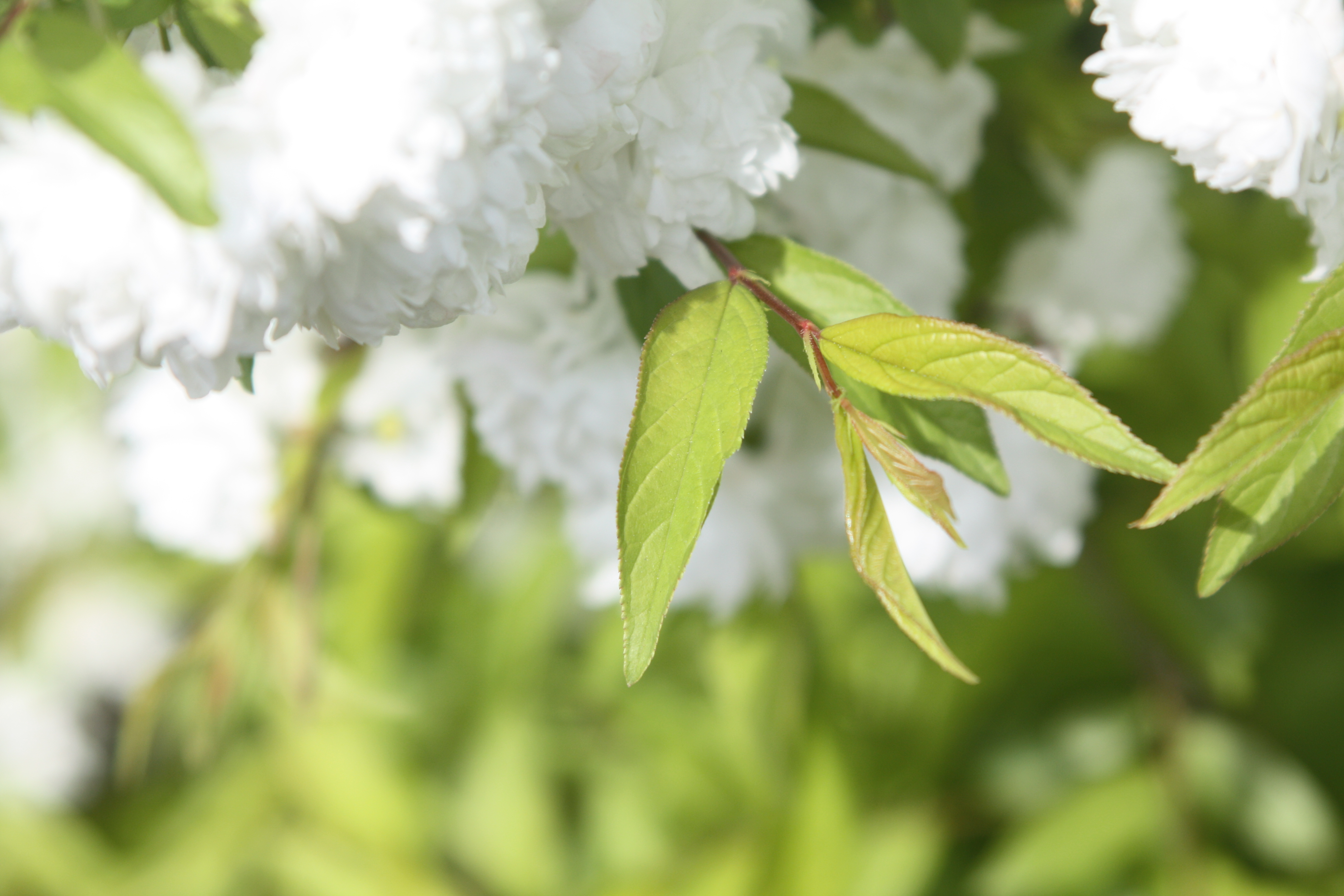
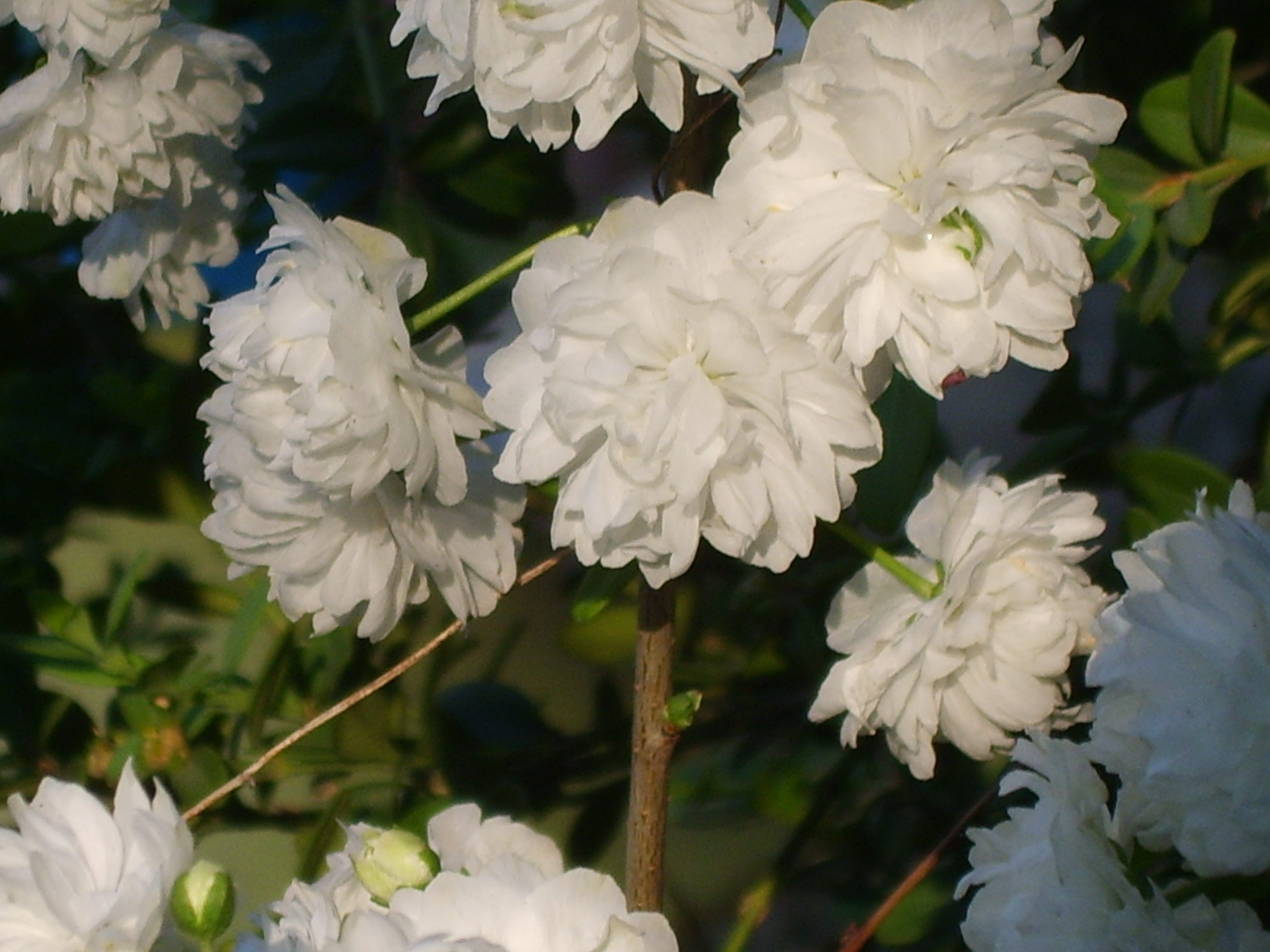